# Antheraea brunei
Antheraea brunei là một loài bướm đêm thuộc họ Saturniidae. Nó được tìm thấy ở Borneo và Palawan.